# Timó de profunditat

Detall de la cua d'un avió amb timó de profunditat visible.

El timó de profunditat o timó d'elevació és el responsable del capcineig, o la variació de profunditat en un vehicle immers en un fluid.

## Funcionament
El timó de profunditat, en l'aviació, forma part de les superfícies de control primàries, i acostumen a formar part del empenatge de cua. En el cas de configuració "canard" estarien en la Proa de l'avió. Quan el morro baixa es diu que "pica" o realitza una picada, quan puja, també es una picada ascensional.
Si parlem d'un submarí ajuden a agilitzar les maniobres d'immersió i sortir a superfície, comandats pels tancs de flotació.
- Quan es tracta d'una aeronau, es governat per la barra o volant de govern, podent-se governar per mitjà de cables, en avions petits, actuadors elèctrics i fins i tot amb aportació de l'hidràulica.
- Si es tracta d'un submarí es actuat per mitjà d'un volant que actua sobre les superfícies per mitjans hidràulics.